# Pompa i Circumstància
| "Himne de graduació" o Trio             |
|                                         |
| Marxa número 1 de Pompa i Circumstància |
|                                         |

Marxes militars de Pompa i circumstància (títol original en anglès Pomp and Circumstance military marches), Opus 39, és una sèrie de cinc marxes per a orquestra compostes per Sir Edward Elgar.

## Títol
El títol sorgeix d'un vers de la tercera escena de l'acte III de l'obra Otel·lo de William Shakespeare, de clares ressonàncies militars: 
"Adéu al renill del cavall de batalla, 
al tambor que commou l'esperit, 
al pifre que perfora les oïdes, 
la bandera reial i totes les seves qualitats, 
Orgull, 'pompa i circumstància' de la gloriosa guerra. "

## Història
Les cinc marxes són:
- Marxa No. 1 en re major (1901)
- Marxa No. 2 en la menor (1901)
- Marxa No. 3 en do menor (1904)
- Marxa No. 4 en sol major (1907)
- Marxa No. 5 en do major (1930)
- També hi ha una Marxa No. 6 en sol menor, de la qual Elgar només en va escriure alguns esbossos i va ser acabada per Anthony Paine el 2007.

La més coneguda és la Marxa núm. 1, i generalment, quan hom es refereix a Pompa i circumstància, es refereix a aquesta única peça. L'estrena es va realitzar a Liverpool el 1901, sota la direcció del mateix compositor al capdavant de la Liverpool Orchestral Society, a qui va dedicada l'obra. En el mateix concert també es va estrenar la Marxa núm. 2.
El 1902 va ser adaptada per a la coronació del rei Eduard VII incorporant el text de l'oda Land of Hope and Glory.
La fórmula va provar ser reeixida, i Elgar va compondre altres marxes, presentades el 1905, 1907 i finalment la cinquena el 1930. La Marxa núm. 4 és rítmica i cerimonial com la primera i conté un altre important tema en la secció central. Durant la Segona Guerra Mundial, laMarxa núm. 4 va incorporar també lletra, els versos patriòtics d'Alan Patrick Herbert que comencen Tot home ha de ser lliure. Les altres tres marxes són més melancòliques.
Elgar va deixar esborranys d'una sisena marxa, que van ser convertits en una versió interpretable per Anthony Payne el 2006.
Als Estats Units, la Marxa núm. 1 és coneguda simplement com a Himne de graduació i està directament associada amb les cerimònies de col·lació de graus.